# Métempsycose (film)
Pour l’article homonyme, voir Métempsycose.
Pour plus de détails, voir Fiche technique et Distribution.
Métempsycose (titre original : The Star Rover) est un film muet américain réalisé par Edward Sloman, sorti en 1920. C'est une adaptation du roman Le Vagabond des étoiles (The Star Rover) écrit par Jack London en 1915.

## Synopsis
Le brave docteur Hugh Standing assiste à une pièce de théâtre avec sa fiancée, Faith Levering. Dans la loge en face de la sienne, est assis Tubbs, un homme politique. Une main armée d'un revolver surgit de derrière le docteur Standing et tire sur Tubbs. Accusé du meurtre parce qu'il a ramassé l'arme abandonnée par l'assassin, Hugh est emmené au commissariat. 
Les méthodes ordinaires pour extirper une confession n'ayant rien donné sur lui, il est pendu par les pouces et subit la torture dite du « troisième degré ». Pendant son supplice, il voit ses vies antérieures : l'une au temps des Vikings, une autre en orient. 
Entretemps, Faith est partie voir le Procureur général (District Attorney) afin de demander à faire cesser les tortures de son fiancé. Mais lorsqu'ils se rendent compte des visions de Hugh, ils lui font à nouveau subir le « troisième degré » dans l’espoir de découvrir qui est le vrai meurtrier. 
Hugh surmonte l'épreuve et révèle que le coupable est Maizie, la danseuse de revue trahie par Tubbs. Celle-ci avoue son crime et Hugh Standing est libéré.

## Fiche technique
- Titre original : The Star Rover
- Titre français : Métempsycose
- Réalisation : Edward Sloman
- Scénario : Albert S. Le Vino, d'après le roman Le Vagabond des étoiles de Jack London
- Directeur de la photographie : Jackson Rose
- Pays de production : États-Unis
- Son : muet
- Couleur : noir et blanc
- Format : 1.33 : 1
- Date de sortie :
  - États-Unis : 27 novembre 1920

## Distribution
- Courtenay Foote : Dr. Hugh Standing
- Thelma Percy : Faith Levering
- Pomeroy Cannon : Inspecteur Burns
- Dwight Crittenden : Procureur de district
- Jack Carlyle : Sergent Andover
- Chance Ward : Tubbs
- Marcella Daly : Maizie

## Autour du film
Quand il sort sur le grand écran en 1920, ce film était quelque peu « déplacé » pour son temps : l'ère du cinéma muet était en effet empreinte de conservatisme religieux, et la croyance en la réincarnation était alors généralement méprisée.[réf. nécessaire]
En France, ce film fut projeté lors de la soirée d'inauguration du cinéma Le Louxor à Paris, le jeudi 6 octobre 1921.